# Печерський Олександр Аронович
Олекса́ндр Аро́нович Пече́рський (* 22 лютого 1909, Кременчук, Полтавська губернія, Російська імперія — 19 січня 1990, Ростов-на-Дону, Російська РФСР) — офіцер Червоної армії, керівник повстання у концтаборі «Собібор» — єдиного вдалого повстання в концентраційному таборі в часи Другої світової війни.

## Довоєнний час
Походить з єврейської родини адвоката Арона Вульфовича та Софії Макарівної. 1915 року з батьками переїздить до Ростова-на-Дону.
Працював електриком на паровозобудівному заводі. Закінчив навчання в Ростовському державному університеті, одночасно керує художньою самодіяльністю.

## Друга світова та полон
22 червня 1941 року призваний до лав Радянської армії як молодший лейтенант. В вересні 1941 атестований на техніка-інтенданта, отримує звання лейтенанта.
Жовтнем 1941 року потрапляє в оточення під Вязьмою, поранений, полонений; перехворів в полоні на тиф, вижив.
У травні 1942 року намагався вирватися з полону з ще чотирма червоноармійцями, втікачів піймали і відправили в штрафний табір у Борисові, звідтіля в Мінськ. Перебував в так званому «Лісовому лагері за містом». Потім під час медогляду з'ясувалося його єврейське походження, сидів з іншими бранцями в «єврейському льосі».
В середині серпня 1942 року відправлений в мінський «робочий табір» СС на вулиці Широкій — до 500 євреїв з Мінського гетто та євреї-військовополонені.

## Повстання
У вересні 1943 — в складі групи полонених-євреїв, котрих відправили в табір знищення Собібор, прибули туди 23 вересня.
З шістьма полоняниками по прибутті до Собібора починає розробляти план повстання. 14 жовтня 1943 в'язні табору піднімають повстання. Згідно задуму Печерського, бранці мали таємно, поодинці перебити охорону, потім заволодіти зброєю та ліквідувати охорону. План було здійснено частково — вбито 12 есесівців з обслуги табору та 38 охоронців, але заволодіти збройницею не змогли. Охорона відкрила вогонь по повсталих і примусила їх прориватися з табору через мінні поля, вони зім'яли охорону і відійшли до лісу.
З приблизно 550 ув'язнених робочого табору до 130 не брали участі в повстанні — залишилися в таборі, вирвалося до чотирьохсот, половина з них загинули на мінних полях, до 80 загинули при втечі, 170 пізніше спіймані нацистами в ході широкомасштабного прочісування. Всі бранці, котрі залишилися в таборі чи були спіймані при прочісуванні, були вбиті; до кінця війни в живих було 53 учасники повстання.

## Білоруські партизани та недовіра
Печерський привів до партизанського загону біля Бреста 22 жовтня 1943 року тільки 8 з учасників повстання. Воював в партизанському загоні більше року, був підривником, доки радянські війська не зайняли ту частину Білорусі, де діяв загін.
Після влиття партизанського загону в лави Радянської армії Печерського — як підозрюваного в зраді Батьківщини, СМЕРШ відправляє в штурмовий стрілецький батальйон — той же штрафбат. Командир батальйону майор Андреєв був приголомшений оповіддю Печерського про Собібор до такої міри, що, незважаючи на заборону полишати територію штрафбату дозволив йому поїхати до Москви в «Комісію по розслідуванню злодіянь німецько-фашистських загарбників та їх посібників».
В Москві його оповідь записали письменники Павло Антокольський та Веніамін Каверін, на основі цього було надруковано нарис «Повстання в Собіборі». Після війни нарис увійшов в збірник «Чорна книга», був заборонений цензурою 1947; не випущений і в сучасній Росії.
Повертається з Москви, продовжує бойові дії в рядах штрафбату; дослужився до капітана, був поранений в ногу у серпні 1944, комісований по інвалідності. Лікувався в підмосковному госпіталі, там й познайомився з майбутньою дружиною Ольгою Котовою.

## Життя після війни
Після війни родина оселилася в Ростові-на-Дону. Печерський  працював адміністратором Театру музичної комедії. 1948 року в часи гонінь на «безродних космополітів» втратив роботу; 5 років не міг влаштуватися на роботу й був на утриманні дружини.
Після смерті Сталіна йому вдається влаштуватися на роботу на машинобудівельному заводі Ростсільмаш.
Згідно інших даних, проживав до 1955 року в Москві — працював директором кінотеатру, а потім переїхав до Ростова-на-Дону.
1963 року виступав свідком звинувачення на процесі одинадцяти охоронців табору Собібор.
Помер в Ростові-на-Дону, похований на Північному кладовищі міста.
Історія знищення табора Собібор стала частиною звинувачень на Нюрнберзькому процесі. Міжнародний трибунал мав бажання вислухати покази Печерського як свідка, однак радянська влада не випустила його в Німеччину.

## Про табір Собібор та повстання в ньому написано чимало книг, зокрема
- «Довгі тіні», Міша Лев, російською, переклад з їдиш;
- «Собібор», роман, Міша Лев, 2002 — в книзі «Собібор. Коли б не друзі мої», на їдиш, Тель-Авів,
- «З попелу Собібора», Томас Блат — англійською,
- «Втеча з Собібора», Річард Рашке, англійською, перекладена на 8 мов,
- «Белзець, Собібор, Треблінка», Іцхак Арад, іврит,
- «Повернення небажане», В. Томін, О. Синельников, 1964,
- «Повстання в Собіборі» — спогади Печерського, в московському журналі «Советіш геймланд», на їдиш, 1973.

## Екранізація
1987 року режисер Джек Голд в Голлівуді зняв блокбастер «Втеча з Собібору» по книзі Річарда Рашке. Роль головного героя — Олександра Печерського — зіграв Рутгер Гауер; за роль солдата Сашка він отримав премію «Золотий глобус». Самого прообраза головного героя на показі не було; пізніше його вдова казала, що влада просто не хотіла оформляти їм документи на виїзд до США.

## Увіковічнення пам'яти
- 2007 року на будинку де жив Печерський, встановлена пропам'ятна дошка.
- В ізраїльському місті Цфат його іменем названа вулиця,
- у Бостоні встановлена скляна стела з іменем Печерського,
- в Тель-Авіві  16 жовтня 2012 року Олександру Печерському відкрито пам'ятник.